# Beba Rojas
Reymarvi Rojas Velazco, được biết đến với cái tên Beba Rojas (sinh ngày 25 tháng 9 năm 1975) là một nữ diễn viên, người mẫu và diễn viên hài người Venezuela.
Cô bắt đầu sự nghiệp nghệ thuật của mình trong kênh truyền hình Venezuela Venevisión sau khi hoàn thành việc học tại Đại học Trung tâm Venezuela. Cô xuất hiện lần đầu với tư cách là một diễn viên hài trong chương trình truyền hình hài hước Bienvenidos. Sau đó, cô trở thành một nữ diễn viên trong nhiều bộ phim truyền hình khác nhau trên cùng một kênh.
Beba đã kết hôn và có một cậu con trai tên Fabio Alejandro.

## Đóng phim

### Telenigsas
- Como tú, ninguna (1995) Thais
- Pecado de Amor (1995) Mariela
- Sol de Tentación (1996) Noche
- Guerra de teeses (2001) Graciela Yeinar Moreno
- Las González (2002) Azalea
- Cosita Rica (2003) Panchita
- El amor las vuelve locas (2005) Lily
- La viuda joven (2011) Vicenta Palacios de Humboldt [4]
- Natalia del Mar (2002) Ella Misma
- Válgame Dios như (2012) La peor es nada
- De todas maneras Rosa (2013) Ada Luz Campanero
- Piel salvaje (2015) La Chila Pérez

### Phim
- El Caracazo (2005)
- Al fin y al cabo (2008)

### Chương trình
- Bienvenidos
- Bailando con las estrellas
- Casate y veras